# Liolaemus thomasi
Liolaemus thomasi este o specie de șopârle din genul Liolaemus, familia Tropiduridae, descrisă de Laurent 1998. Conform Catalogue of Life specia Liolaemus thomasi nu are subspecii cunoscute.